# Капела Калничка
Капела Калничка је насељено место у саставу општине Љубешћица у Вараждинској жупанији, Хрватска. До територијалне реорганизације у Хрватској налазила се у саставу старе општине Нови Мароф.

## Становништво
На попису становништва 2011. године, Капела Калничка је имала 268 становника.

## Попис1991.
На попису становништва 1991. године, насељено место Капела Калничка је имало 327 становника, следећег националног састава:
| Попис 1991.‍  | Попис 1991.‍  | Попис 1991.‍ | Попис 1991.‍ | Попис 1991.‍ |
| ------------ | ------------ | ----------- | ----------- | ----------- |
|              |              |             |             |             |
| Хрвати       | Хрвати       |             | 314         | 96,02%      |
| Словенци     | Словенци     |             | 1           | 0,30%       |
| неопредељени | неопредељени |             | 1           | 0,30%       |
| непознато    | непознато    |             | 11          | 3,36%       |
| укупно: 327  |              |             |             |             |